# Външна политика на Великобритания
Външните отношения на Обединеното кралство са отношенията и политиките, които се поддържат от Обединеното кралство с другите страни. Провеждането ѝ е възложено на Министерството на външните работи (пълното му име е Министерство на външните работи и работите на Общността на нациите, на английски: Foreign and Commonwealth Office; неофициално се нарича кратко Форин офис на английски: Foreign Office). От 11 май 2010 г. се оглавява от Уилям Хейг.
В цялата си история Обединеното кралство е имало значително влияние над други страни чрез контрол над своята империя и до 40-те години на 20 век се счита за суперсила. Разноските по световните войни и деколонизацията обаче радикално намаляват това влияние. Въпреки това Обединеното кралство е все още голяма сила като съществен член на Европейския съюз, един от основателите на НАТО и една от само пет страни, имащи постоянно представителство в Съвета за сигурност на ООН. То също е основател на Общността на нациите, наследник на Британската империя.

## Големи международни диспути между Обединеното кралство и други страни след 1945 г.
- 1946 – териториални диспути със Съветския съюз, Полша, Унгария, ГДР, България и други.
- 1948-1949 – Берлинска блокада – диспут със СССР относно достъп до Западен Берлин[1]
- 1950-1953 – Корейска война – война със КНР/Северна Корея
- 1951-1954 – Абаданска криза – диспут с Иран относно отчуждени петролни имущества
- 1956-1957 – Суецка криза – въоръжен конфликт с Египет и диспут с по-голямата част от международната общност
- 1958 – Първа трескова война - риболовен диспут с Исландия
- 1962-1966 – Индонезийско-Малайзийска конфронтация – война с Индонезия
- 1972-1973 – Втора трескова война - риболовен диспут с Исландия
- 1975-1976 – Трета трескова война - риболовен диспут с Исландия[2]
- 1980 – диспут с Австралия, относно ядрени опити на Обединеното кралство в земи, считани от някои аборигенски групи за свещени
- 1982 – Фолклендска война – война с Аржентина за Фолклендските острови
- 1983 – диспут със САЩ относно тяхното нахлуване в Гренада, чиито монарх е кралица Елизабет II.[3][4]
- 1984 – диспут с Либия след като полицайка е застреляна в Лондон от стрелец от либийското посолство
- 1988 – диспут с Либия относно взривяването на полет 103 на Pan Am над шотландския град Локърби[5]
- 1991 – Война в Персийския залив с Ирак[6]
- 1994 – диспут с Европейския съюз, САЩ и Канада относно забрана на износа на британски месни продукти
- 1995 – замесване в Босна и Херцеговина чрез НАТО
- 1999 – участие в бомбардировките на НАТО срещу Югославия заради Косово
- 2001 – война срещу и последвала окупация на Афганистан
- 2003 – война срещу и последвала окупация на Ирак, включително диспути с Русия, Франция и Германия
- 2007 – дипломатически диспут с Русия заради смъртта на Александър Литвиненко[7]
- 2009 – диспут с Иран относно Иранската ядрена програма и иранско осъждане на Великобритания и британското правителство, напрегнати отношения в продължение на години, включително относно пленяването на британски моряци в Персийския залив през 2007 г. и поставянето под въпрос на валидността на иранските президентски избори от Великобритания

## Диспути относно суверенитет
- Испания предявява претенции за британската задморска територия Гибралтар.

- И Мавриций и Индия предявяват претенции за целия архипелаг Чагос в Британската индоокеанска територия, включително о. Диего Гарсия, използван като съвместна военна база на Великобритания и САЩ от 50-те години на 20 век, когато жителите са принудително изселени.

- Диспут с Ирландия, Дания и Исландия относно континенталния шелф и териториалните води около Рокол (скала в северния Атлантически океан).

- Териториалните претенции в Антарктика, Британската антарктическа територия, които се застъпват с райони, за които претендират Аржентина и Чили.

- Аржентински претенции за Фолклендските острови, които ескалират във война през 1982 г.

## Общност на нациите
Обединеното кралство има различни отношения със страните, съставляващи Общността на нациите, която произлиза от Британската империя. Британският монарх е глава на Общността и държавен глава на 16 от 53-те страни членки. Тези, които са запазили кралицата като държавен глава се наричат Общностни кралства. Европейският съюз общо взето има предимство пред Общността на нациите и ОК по-често е вземало страната на членки на ЕС, когато са възниквали диспути с членки на ОН. Например по въпроса за френските ядрени опити Обединеното кралство взема страната на Франция срещу англоговорещите Австралия и Нова Зеландия. В течение на времето няколко страни са били отстранявани от Общността по различни причини. Зимбабве е отстранено заради авторитарното управление на своя президент, също и Пакистан, но неговото членство е възстановено. Страни, които са станали републики могат да членуват в Общността стига да се считат за демократични. Страни от Общността като Малайзия се радват на безмитен износ преди Великобритания да се съсредоточи върху икономическите си отношения с членове на Европейски съюз.

### Австралия
Англо-австралийските отношения са близки, маркирани от обща история, култура, институции и език, обширни контакти между двата народа, еднопосочни интереси в областта на сигурността и жизнено търговско и инвестиционно сътрудничество. Отношението между Обединеното кралство и Австралия формално започва през 1901 г., когато шестте британски Кралски колонии в Австралия се федерират и образуват Австралийския съюз като доминион на Британската империя. Австралия се бие заедно с Обединеното кралство в Първата световна война, особено при Галиполи и отново във Втората световна война. Андрю Фишър, австралийски министър-председател от 1914 до 1916 г., заявява, че Австралия ще отбранява Обединеното кралство „до последния мъж и до последния шилинг“. До 1949 г. Обединеното кралство и Австралия споделят един код за националност. Последните конституционни връзки между Австралия и Обединеното кралство са скъсани през 1986 г. с приемането на Закона за Австралия.

### Канада
Лондон и Отава имат близко сътрудническо взаимоотношение, което се е задълбочавало с течение на годините. Двете страни са свързани чрез историята, Общността на нациите и споделянето на един и същ държавен глава (британският монарх).

### Индия
Индия е британска колония откакто Британската източноиндийска компания управлява големи територии на страната от 18 век. След Индийската независимост от 1947 г. отношенията са добри. Понастоящем има диспут между двете страни относно архипелага Чагос, в който е замесен и Мавриций. Около два милиона индийски имигранти живеят в Обединеното кралство. Индия е вторият най-голям инвеститор в Обединеното кралство, след САЩ. Индийската култура и кухня са много популярни в ОК. Индия е член на Общността на нациите и източник на традиционния за британците чай.

### Малайзия
Малайзия и Обединеното кралство са част от Споразуменията на петте сили за отбрана (Five Power Defence Arrangements), сключени през 1971 г., според които Обединеното кралство, Малайзия, Сингапур, Австралия и Нова Зеландия ще се консултират в случай на нападение или заплаха срещу Малайзия или Сингапур. През 1974 и 1993 г. малайзийските монарси Абдул Халим и Азлан Шах правят официални посещения в Великобритания, а кралица Елизабет II прави посещения в Малайзия през 1989 и 1998 г.

### Нова Зеландия
До 60-те години на 20 век Нова Зеландия също има близки икономически връзки с Обединеното кралство, особено като се вземе предвид разстоянието между двете страни, През 1955 г. например Великобритания приема 65,3% от износа на Нова Зеландия. През следващите десетилетия Обединеното кралство се насочва повече към Европейския съюз, като делът на износа през 2000 г. е паднал до 6,2%.

## Съединени щати
Обединеното кралство и Съединените щати са близки военни съюзници. Обединеното кралство е закупило военни технологии от САЩ като крилатите ракети „Томахоук“ и ядрените ракети Трайдънт, а САЩ са закупили от ОК оборудване като изтребителя Хериър. САЩ поддържат и голям военен персонал в ОК. Според настоящата британска политика взаимоотношението със САЩ представлява „най-важното двустранно взаимоотношение“. Обединеното кралство е най-верният съюзник на САЩ във войната в Афганистан и войната в Ирак.

## Европа
Обединеното кралство е член на Европейската икономическа общност (по-късно Европейски съюз) от 1973 г. Въпреки че не използва еврото Обединеното кралство е водещ член на Европейския съюз. То понастоящем има третото най-лошо мнение за ЕС сред страните членки, като само 32% от населението вярва, че ЕС е нещо добро.
Обединеното кралство поддържа две военни бази в Кипър (бивша британска колония). То също е подписало Гаранционен договор, според който, Великобритания е „сила гарант“ на независимостта на Кипър.
Обединеното кралство поддържа голямо военно присъствие в Германия след Втората световна война.

### Ирландия
Въпреки дългата история на конфликти от Тюдорите плантации в Ирландия (16 век) до Ирландската война за независимост (1919-1921) Обединеното кралство понастоящем работи в близки отношения с Република Ирландия по въпросите за мирния процес в Северна Ирландия, както и по много въпроси, свързани със сигурността. През 1949 г. Ирландският парламент приема Законът за Република Ирландия, с който страната официално става независима, след което Ирландия излиза от Общността на нациите. Според британския Закон за Ирландия гражданите на Ирландия се третират като граждани на Общността на нациите, а не като чужденци. До 1998 г. Ирландия предявява претенции за Северна Ирландия, но те са оттеглени като част от Белфасткото споразумение чрез поправка на ирландската конституция, която сега заявява стремеж за мирен съюз.